# Heilige Familie aus dem Hause Canigiani
Heilige Familie aus dem Hause Canigiani (Sacra Famiglia Canigiani) ist der Titel eines um 1506–1508 in Florenz entstandenen Gemäldes von Raffael.
Das 131 × 107 cm große Bild (Ölfarben auf Pappelholz) befindet sich in der ständigen Ausstellung der Alten Pinakothek in München.

## Beschreibung
Das Gemälde zeigt von links nach rechts die Hl. Elisabet mit ihrem kleinen Sohn Johannes, Josef von Nazaret, Maria und ihr Jesuskind in einer sommerlichen Landschaft. 
Johannes hält ein Spruchband in der Hand (ECCE AGNUS DEI, dt. „Siehe, das Lamm Gottes“). Blicke und Gesten verflechten die Beziehungen zwischen den mit jeweils ganz eigenen Charakteren und Haltungsmotiven ausgestatteten Figuren.
Zwei Puttengruppen in den oberen Bildecken schließen die Komposition; sie waren im 18. Jahrhundert übermalt worden und wurden erst 1983 wieder freigelegt.
Der Ausschnittsaum des Marienkleides zeigt die Inschrift RAPHAEL VRBINAS (Abb.).

## Stil und Bildaufbau
Das Gemälde stammt aus der Zeit von Raffaels Aufenthalt in Florenz (1505–1508). Hier war er besonders beeinflusst von Leonardo, der ähnlich pyramidale Kompositionen vor Landschaftshintergründen malte und Fra Bartolommeo, dessen ernste Feierlichkeit und leuchtende Farbgebung sich auch in diesem symmetrisch komponierten Bild spiegelt.
Blickrichtungen und Gesten verflechten die Beziehungen zwischen den mit jeweils ganz eigenen Charakteren und Haltungsmotiven ausgestatteten Figuren.

## Geschichte
Zunächst besaß die Florentiner Familie des Domenico Canigiani das als Hausaltar verwendete Gemälde, wie Giorgio Vasari berichtet. Später gehörte es den Medici, 1691 schenkte es Cosimo III. von Toskana dem im Düsseldorfer Schloss residierenden Johann Wilhelm von der Pfalz, aus dessen Gemäldegalerie das Bild mit der kurfürstlichen Sammlung 1805/1806 nach München abwanderte. Zwei Putten, die zum kompositorischen Abschluss am oberen Bildrand beitragen, waren im 18. Jahrhundert übermalt, aber 1983 wieder freigelegt worden.